# C-H活性化
C-H活性化 (C-H かっせいか、C-H bond activation) は、広義には、炭素-水素結合の開裂をともなう化学反応のことである。狭義には、反応中間体または遷移状態が有機金属化合物である反応を指す。つまり、反応が中心金属の影響下にあって、C-H結合の開裂の際に、アルキル基が金属と内圏錯体を形成することを前提にしている。
理論化学および実験により、一般に不活性であると思われてきた炭素-水素結合が、金属の配位によって開裂しうることが分かってきている。これを応用すると、安価な飽和炭化水素を高価な有機化合物へ変換できるかもしれない。近年では、C-H結合を活性化させる反応試薬や触媒の設計、および有機合成に関する研究がさかんに行われている。

## 歴史
1902年、オットー・ジムロートがベンゼンと酢酸水銀(II)との反応を報告した。これが最初のC-H活性化であると言われることがある (有機水銀を参照)が、そうでないと主張する人もいる。C-H活性化は、水素分子の活性化と似ており、どちらも求電子置換反応もしくは酸化的付加によるものである。
1965年、Joseph ChattがナフタレンのC-H結合への1,2-ビス(ジメチルホスフィノ)エタン-ルテニウム錯体の挿入反応を報告した。1966年には、Alexander E. Shilovがヘキサクロリド白金(IV)酸カリウムによって、メタンと重水との間で水素同位体の交換反応が起こることを報告した。これは、メタンの Pt(II) への結合生成を経由した反応であると考えられている。
1972年、A.E. Shilov は、同様の反応によって、メタン、水、当量のテトラクロリド白金(II)酸カリウムとヘキサクロリド白金(IV)酸カリウムから、メタノールおよび塩化メチルが合成できることを見出した。A.E. Shilov の研究は冷戦中のソビエト連邦で行われており、欧米の研究者から注目されることはなかった。この、いわゆる Shilov system は、触媒的かつ温和であり、本当の意味での数少ないアルカンの官能基化反応である。
酸化的付加では、1970年、Malcolm Greenが光反応によってベンゼンC-H結合へのタングステン錯体の挿入反応を報告した。1979年、ジョージ・M・ホワイトサイズは、初の脂肪族C-H結合の活性化を行った。
1982年、二つのグループによって独立に発表された報告により、大きく前進した。ロバート・バーグマンはシクロヘキサンやネオペンタンのような飽和炭化水素と Cp*Ir(PMe3)H(C6H5)（Cp*はペンタメチルシクロペンタジエニル基を表す）との光反応によってヒドリドアルキル金属錯体が生成することを報告した。W.A.G. Grahamは、同様の炭化水素との反応をCp*Ir(CO)2を用いて行い、イリジウムヒドリド錯体が生成することを見出した。

## 展望
タングステン錯体を用いて、ペンタンをハロゲン化アルキルである 1-ヨードペンタンへ選択的に変換した、という研究が報告されている。
タングステン錯体では、ペンタメチルシクロペンタジエニル基、ニトロシル、3η-1-ブテン 、ネオペンチル基が配位している。この化合物は、熱力学的に不安定であり、ペンタンに溶解すると、室温でもネオペンタンが遊離する。ここにペンタンが酸化的付加することで、ペンチル錯体を形成する。この反応の中間体は、3η-1-ブテン のベータ水素脱離とアルカンの脱離によって生成する16電子の配位不飽和種である。ここに -60 ℃ でヨウ素を加えると 1-ヨードペンタンが生成する。
芳香族のC-H結合は反応性がより低いが、金属錯体を用いることで同様に行える。そのひとつとして、村井オレフィンカップリングが挙げられる。これは、ルテニウム錯体をN,N-ジメチルベンジルアミンと反応させ、C-H結合を切断することでメタラサイクルを形成し、さらにアルキンと反応させる、というものである。

アルケンのC-H結合の活性化では、ロジウム触媒を用いた、二環性のエナミンの合成反応の例が報告されている。